# یوزغند (تاجیکستان)
یوزغند (به لاتین: Yozghand) یک منطقهٔ مسکونی در تاجیکستان است که در ناحیه‌های تابع جمهوری واقع شده‌است.